# ESET
ESET är ett IT-säkerhetsföretag med huvudkvarter i Bratislava i Slovakien. Företaget grundades 1992 genom sammanslagningen av två privata företag.  Företaget har utmärkt sig som Slovakiens mest framgångsrika företag 2008, 2009 och 2010.  ESET är främst kända för antivirusprogrammet ESET NOD32 Antivirus, som varit uppskattat lång tid för låg resursförbrukning. 
ESET är privatägt och har kontor i San Diego, Montreal, Buenos Aires, Argentina, São Paulo, Prag, Kraków och Singapore. ESET har även ett omfattande nätverk av distributörer som täcker över 180 länder. I Sverige och Norden innehas generalagenturen för alla ESET:s produker av Eurosecure, en säkerhetsfirma med säte i Kungälv.
ESET:s produkter testas regelbundet av organisationer som AV-Comparatives, AV-TEST and Virus Bulletin. ESET är det första företag att få 100 VB100-utmärkelser från Virus Bulletin och har aldrig missat ett enda in-the-wild-hot i Virus Bulletins tester sedan 1998. ESET:s produkter certifieras också regelbundet av ICSA Labs and West Coast Labs. ESET säljer antivirusprogram och säkerhetsprodukter för de flesta plattformar, som Windows, Mac OS X, Android, Linux, Solaris, BSD, Windows Mobile och Symbian.

## Historia
Företaget grundades 1987 när Miroslav Trnka och Peter Paško, författare till antivirus software NOD, samarbetade med Rudolf Hrubý. De antog ESET, det slovakiska namnet på den egyptiska gudinnan Isis, som företagsnamn. År 1998 mottog NOD VB100 tilldelning av Virus Bulletin, som hjälpte bolaget att inrätta dotterbolag i USA, Argentina och Singapore samt utvecklingsanläggningar i Polen och Tjeckien.

## Produkter
För hemanvändare tillhandahåller ESET säkerhetsprogram för de flesta stora plattformar och operativsystem. Antivirusprogrammet ESET NOD32 Antivirus har motsvarigheter för Mac och Linux som med avancerad heuristisk analys stoppar virus och spionprogram. Säkerhetspaketet ESET Smart Security har sin motsvarighet för Mac i ESET Cyber Security Pro. Dessa mer omfattande program kompletterar virusskydd och antispionprogram med bland annat brandvägg, stöldskydd och nätfiskeskydd. ESET Mobile Security for Android är en högt rankad säkerhetsapp på Google Play som fått höga betyg i tester.

### Produkter för hemanvändare
- ESET NOD32 Antivirus
- ESET Smart Security
- ESET Cyber Security
- ESET Cyber Security Pro
- ESET NOD32 Antivirus for Linux
- ESET Mobile Security for Android

### Produkter för företag
- ESET Endpoint Antivirus
- ESET Endpoint Security
- ESET Endpoint Antivirus for Mac
- ESET Endpoint Antivirus For Linux
- ESET Endpoint Antivirus
- ESET Remote Administrator
- ESET Mail Security for Exchange
- ESET Mail Security for Linux
- ESET Mail Security for IBM Lotus Domino
- ESET Mail Security for Kerio
- ESET File Security
- ESET Secure Authentication
- ESET Endpoint Security for Android
- ESET Gateway Security for Linux
- ESET Gateway Security for Kerio